# Trehörningen (Anundsjö socken, Ångermanland, 703375-161929)
Trehörningen är en sjö i Örnsköldsviks kommun i Ångermanland och ingår i Moälvens huvudavrinningsområde. Sjön har en area på 0,229 kvadratkilometer och ligger 150,1 meter över havet. Sjön avvattnas av vattendraget Galasjöån.

## Delavrinningsområde
Trehörningen ingår i det delavrinningsområde (703365-161884) som SMHI kallar för Inloppet i Mjösjön. Medelhöjden är 185 meter över havet och ytan är 1,6 kvadratkilometer. Räknas de 8 avrinningsområdena uppströms in blir den ackumulerade arean 33,62 kvadratkilometer. Galasjöån som avvattnar avrinningsområdet har biflödesordning 2, vilket innebär att vattnet flödar genom totalt 2 vattendrag innan det når havet efter 39 kilometer. Avrinningsområdet består mestadels av skog (85 procent). Avrinningsområdet har 0,23 kvadratkilometer vattenytor vilket ger det en sjöprocent på 14,3 procent.